# Valandhuset
För andra betydelser, se Valand.

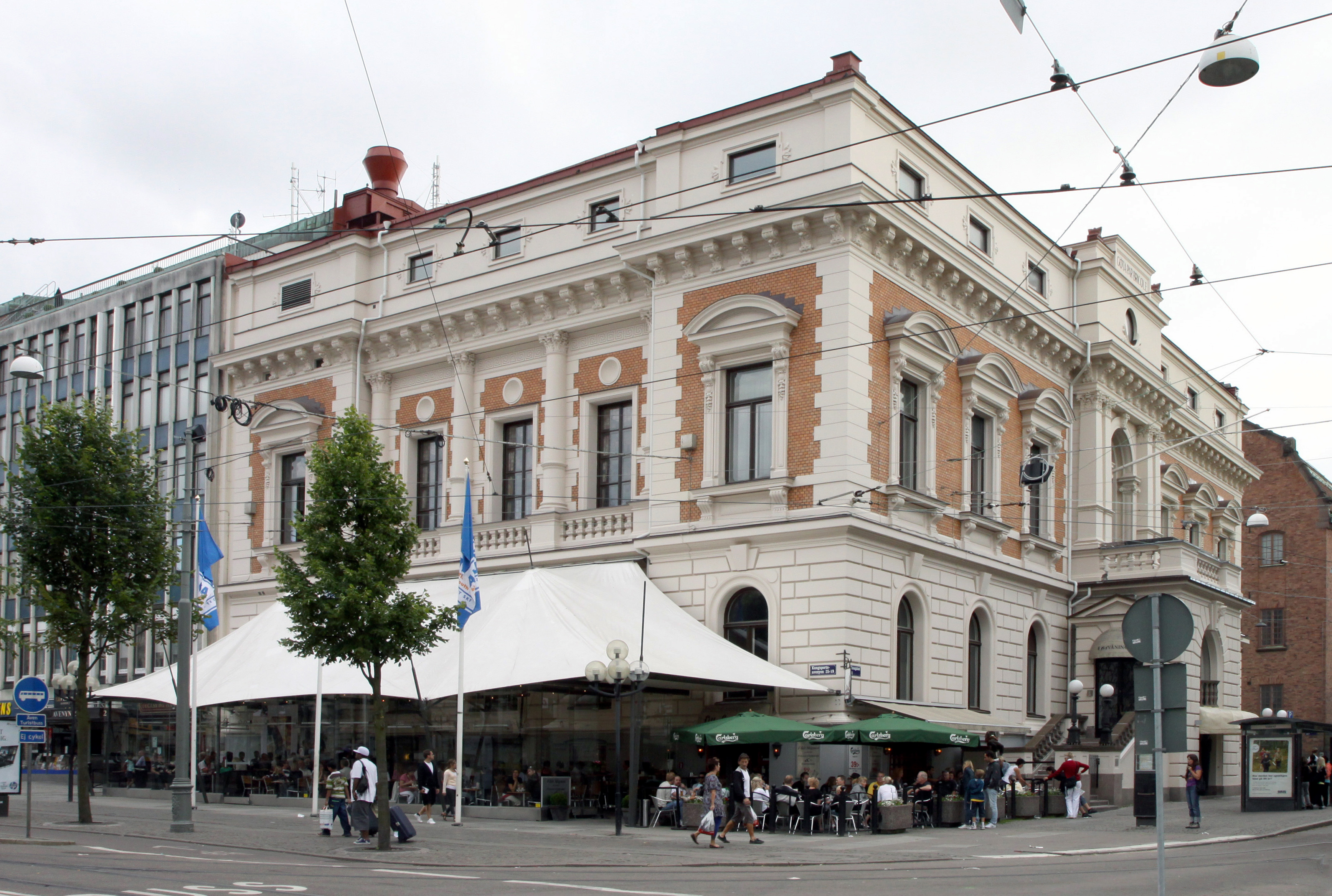
Valandhuset sedd från andra sidan Kungsportsavenyn, juli 2009

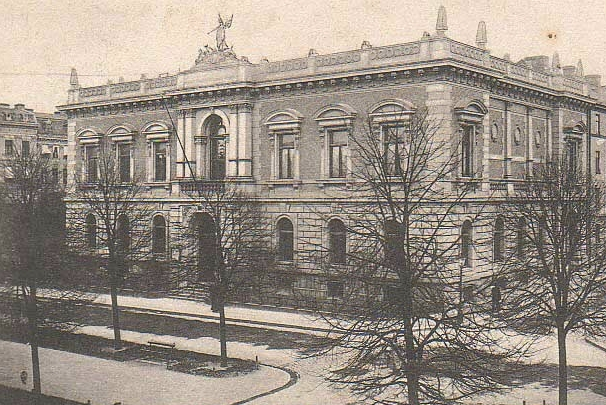
Valandhuset vid början av 1900-talet då Göteborg Musei Rit- och Målarskola, Göteborgs Konstförening och sällskapet Gnistan hade sina verksamheter i lokalerna.

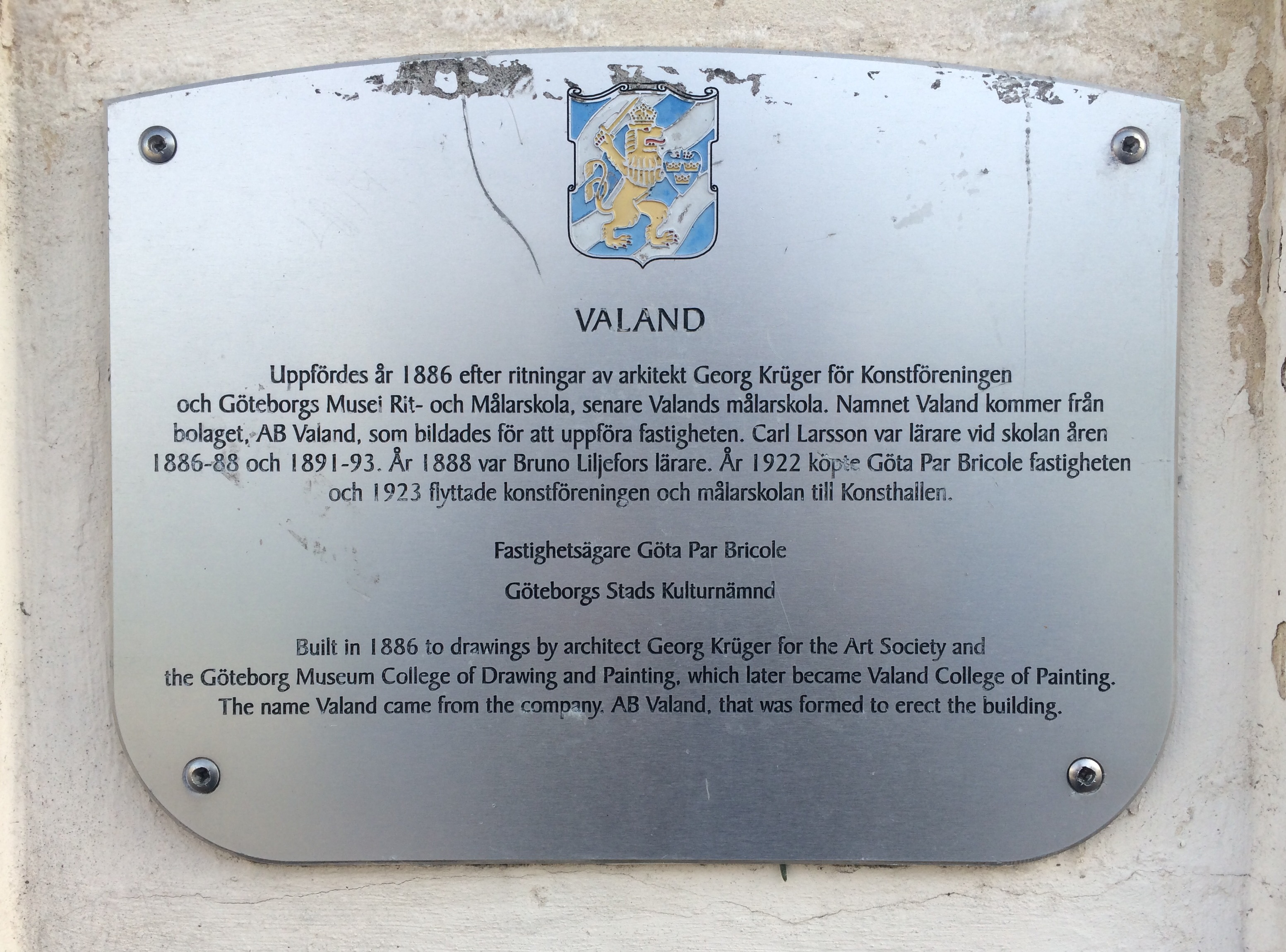
Plakett uppsatt på fasaden till Valandhuset vid Vasagatan 41 i Göteborg. Uppsatt som en del av Göteborgs stads kulturnämnds "Projekt Husmärkning" kring år 2000/2001.

Valandhuset eller Aktiebolaget Valands hus ligger på hörnet av Kungsportsavenyn 19, Vasagatan 41 i Göteborg. Namnet Valand kommer från den nordiska guden och konstsmeden Völund som stod staty på huset. Tillsammans med Sveahusets staty var det de enda takstatyerna i Göteborg. Völundstatyn plockades bort när Valandhusets takvåning byggdes om.  

## Historik
I slutet av 1800-talet ansågs det i Göteborg att det saknades ett gemensamt forum för bildkonsten, och då Göteborgs Konstförening som grundats 1854, och Göteborgs Musei Ritskola, grundad 1865, båda hade vuxit ur sina lokaler, föddes tanken på ett konstpalats. På initiativ av sällskapet Gnistan bildades Aktiebolaget Valand, där mecenaten och tillika den störste donatorn var Pontus Fürstenberg, som skänkte 30 000 kronor.
Projektet tilldelades en tomt på platsen "där stadens Aveny korsar den breda, med en promenadallé, utlagda Vasagatan". Arkitekt för bygget var Georg Krüger och byggmästare var Ernst Krüger. Byggnaden ritades i italiensk nyrenässans och uppfördes med frankfurtertegel. Arbetet påbörjades 1884 och invigningen skedde den 16 augusti 1886, då räkningen stannade på 160 000 kronor. 
De två första festligheterna refererades till och med i de kända tidningarna The Times och Le Figaro.[källa behövs]
Göteborgs Musei Ritskolas styrelse ville utvidga skolans verksamhet till att även omfatta måleri, men till detta krävdes större lokaler varför man blev intresserade av förslaget av nya lokaler i Aktiebolaget Valands hus. En beredning på tre man tillsattes av museets styrelse för att utvärdera förslagen till omorganisation: Pontus Fürstenberg, Sven Adolf Hedlund och Gustaf Svanberg. Styrelsen beslöt därefter den 10 maj 1886 att skolan till hösten skulle flytta in i Valands hus som rit- och målarskola. Målarskolans ateljéer placerades i den övre våningen och bestod av en större och en mindre sal med mycket högt i tak. Utöver arbetslokaler fanns även utställningslokaler. Efter att konstskolan flyttat in i huset har den allmänt kommit att kallas Valands målarskola. Det officiella namnet ändrades dock först 1951 till Valands konstskola.
Under åren 1886-1888 samt 1891-1893 var målaren Carl Larsson skolans föreståndare, med en årslön på 3 000 kr plus fri ateljé. Även Bruno Liljefors hade en tjänst där 1888. Fastighetens taxeringsvärde år 1888 på tomten nr 72 i fjortonde roten, var 115 000 kronor.
Restaurangen i entréplanet fick snabbt ett gott rykte.[källa behövs]
Den 23 december 1889 kunde medlemmarna i Tekniska samfundet i Valandhuset, och för första gången i Göteborg, ta del av Thomas Edisons fonograf. Det var den amerikanske generalkonsuln i Köpenhamn, M. Rubenson som förevisade uppfinningen tillsammans med Edisons representant, redaktör G. Ruben och dennes assistent Rehfoess. På annandag jul 1896 skedde här den första, offentliga (en privatvisning för bland annat pressen skedde redan den 23 december) filmförevisningen med kinematograf i Göteborg, i Göteborgs Konstförenings regi. Entréavgiften var 50 öre för vuxna och 25 öre för barn.
Ett par decennier in på 1900-talet fick Valand ekonomiska bekymmer, och 1921 trädde ordenssällskapet Göta Par Bricole in och köpte Valand för cirka 300 000 kronor. En arkitekttävling utlystes - som vanns av R. O. Swensson - och 1925 påbörjades det omfattande arbetet med restaureringar och tillbyggnader. Bland annat tillkom en tredje våning. Vid återinvigningen den 6 november 1926 uppgick kostnaden, inklusive inventarier, till 900 000 kronor. Konstföreningen och målarskolan blev kvar till 1923 respektive 1925, då den förra flyttades till den nya Konsthallen vid Götaplatsen, och den senare fick lokaler bakom denna.

## Valand spårvagnshållplats
Mitt på Kungsportsavenyn ligger Valand spårvagnshållpats som trafikeras av flera linjer. Spårvägen löper mitt i gatan mellan Kungsportsplatsen och viker av i Engelbrektsgatans riktning. Spår viker även in på Vasagatan. Linjena 3, 4, 5, 7, 10 och Lisebergslinjen trafikerar normalt Avenyn. Linje 3, 7 och 10 viker in på Vasagatan, medan linje 4, 5 och Lisebergslinjen går vidare och lämnar Avenyn i Engelbrektsgatan. Under Göteborgsutställningen 1923 fanns det spår upp till Götaplatsen där det även fanns en vändslinga.

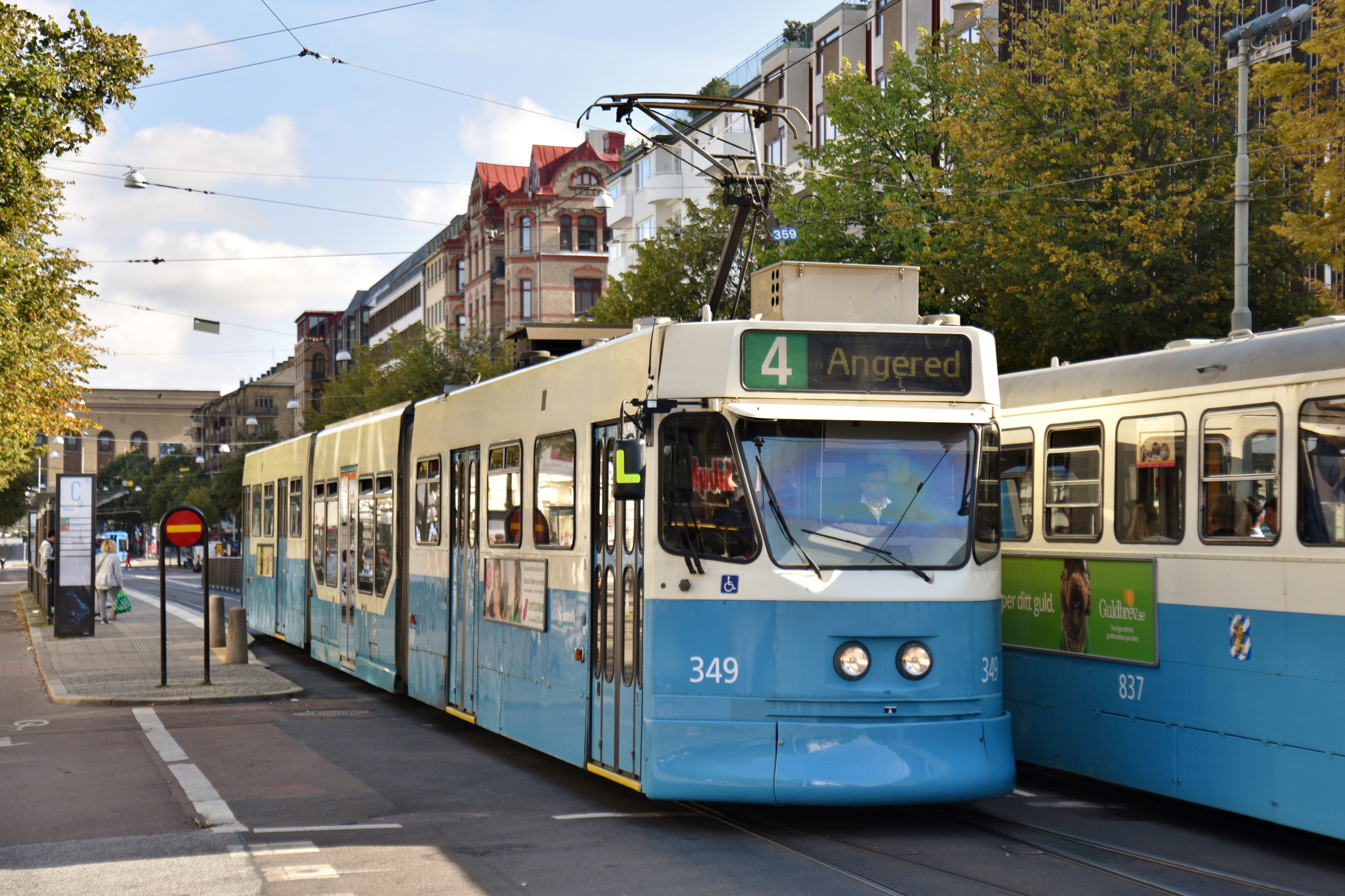
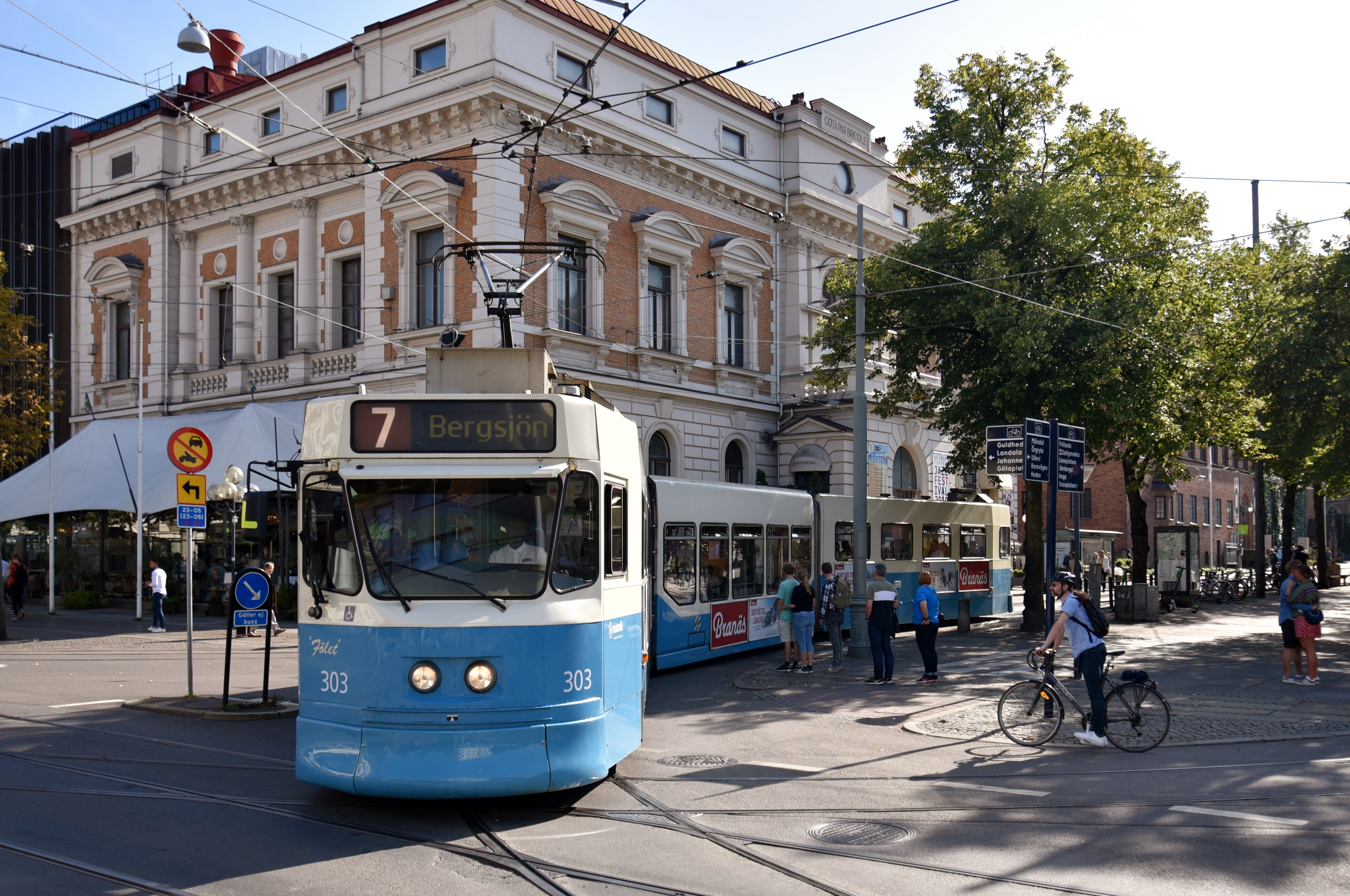

| Sidoperrong Vasagatan |   |
|                       | ← |
|                       | → |
| Sidoperrong Vasagatan |   |

| Sidoperrong Avenyn |   |
|                    | ← |
|                    | → |
| Sidoperrong Avenyn |   |